# Arrondissement de Kosten

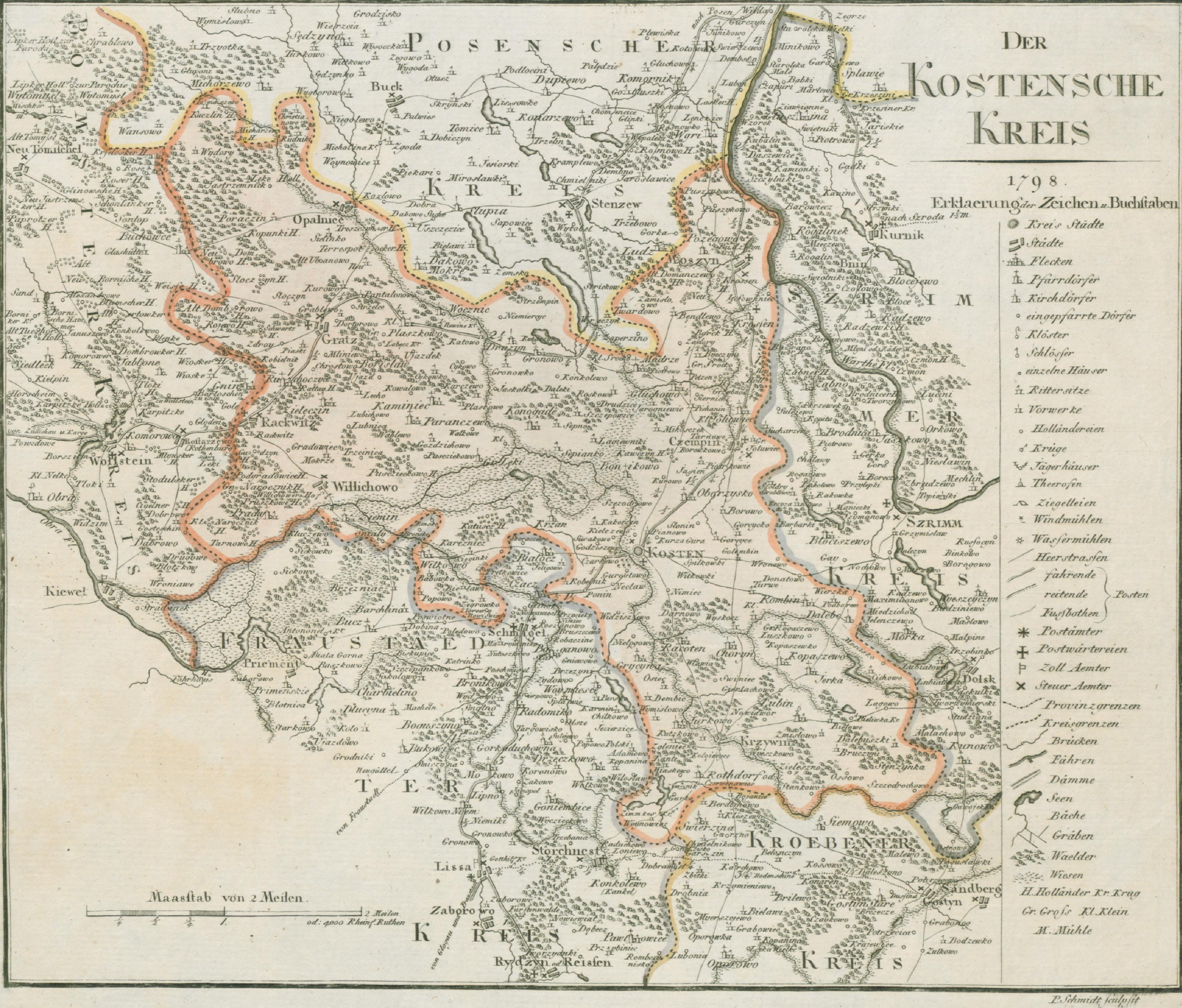
L'arrondissement de Kosten dans la Prusse-Méridionale

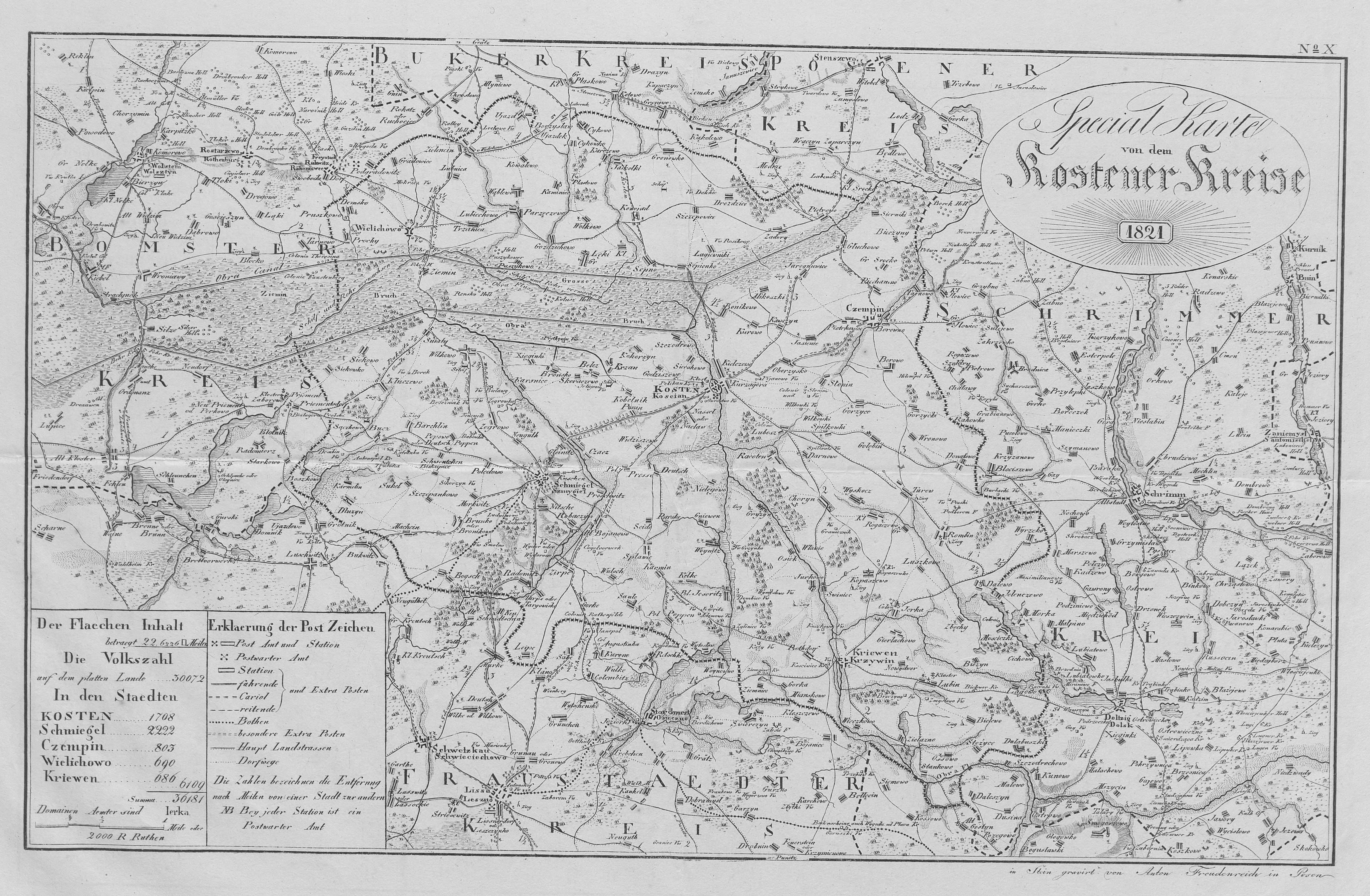
L'arrondissement de Kosten dans les limites de 1818 à 1887

L'arrondissement de Kosten existe de 1793 à 1807 dans la province prussienne de Prusse-Méridionale et de 1815 à 1919 dans la province prussienne de Posnanie. L'ancien arrondissement appartient désormais essentiellement au powiat de Kościan dans la voïvodie polonaise de Grande-Pologne .

## Superficie
Jusqu'à sa division en 1887, l'arrondissement de Kosten a une superficie de 1 162 km², puis 608 km².

## Histoire
Après le troisième partage de la Pologne de 1793 à 1807, le territoire autour de la ville de Kosten en Grande-Pologne appartient à l'arrondissement de Kosten dans la province prussienne de Prusse-Méridionale. Grâce à la paix de Tilsit, la région devient une partie du duché de Varsovie en 1807. Après le Congrès de Vienne, elle tombe de nouveau aux mains du Royaume de Prusse le 15 mai 1815 et devient une partie du district de Posen du grand-duché de Posen..
Dans le cadre des réformes administratives prussiennes, une réforme est menée dans le district de Posen le 1er janvier 1818, au cours de laquelle l'arrondissement de Kosten est redéfini. Le territoire autour de la ville de Schmiegel de l'arrondissement de Fraustadt est ajoutée à l'arrondissement. En échange, l'arrondissement cède le territoire autour de la ville de Moschin à l'arrondissement de Schrimm et le territoire autour de la ville de Grätz à l'arrondissement de Buk. Le chef-lieu de l'arrondissement et le siège du bureau de l'arrondissement sont la ville de Kosten.
En 1835, les codes de ville révisés sont introduits pour Kosten et Schmiegel. En tant que partie de la province de Posnanie, l'arrondissement devient partie intégrante du nouvel Empire allemand, tandis que les représentants polonais au nouveau Reichstag le 1er avril 1871.
Le 1er octobre 1887, le nouveau arrondissement de Schmiegel est formé à partir de la partie orientale de l'arrondissement de Kosten. Concrètement, les villes de Schmiegel et Wielichowo ainsi que les districts de police de Schmiegel-Ouest, Schmiegel-Est et Wielichowo sont transférés dans le nouveau arrondissement de Schmiegel.
Le 27 décembre 1918, le soulèvement de la majorité polonaise contre la domination allemande commene dans la province de Posnanie et après seulement quelques jours, la région est sous contrôle polonais. Le 16 février 1919, un armistice met fin aux combats germano-polonais, puis le 28 juin 1919, le gouvernement allemand cède officiellement l'arrondissement de Kosten à la Pologne nouvellement fondée avec la signature du traité de Versailles.
L'arrondissement de Kosten devient le powiat polonais de Kościan. En 1932, le powiat voisin de Śmigiel est dissous et réuni avec le powiat de Kościan.

## Évolution de la démographie
| Année | Habitants | Source |
| ----- | --------- | ------ |
| 1818  | 38 612    | [ 9 ]  |
| 1846  | 53 174    | [ 10 ] |
| 1871  | 66 182    | [ 11 ] |
|       |           |        |
| 1900  | 42 980    | [ 1 ]  |
| 1905  | 44 713    |        |
| 1910  | 47 325    | [ 1 ]  |

En 1905, 89 % des habitants de l'arrondissement sont polonais et 11 % allemands. La majorité des habitants allemands quittent la région après 1918.

## Politique

### Administrateurs de l'arrondissement
- 1793–180600Andreas von Pottworowski[12]
- 1818–183200Casimir von Bielinski
- 1832–183300von Kulemann
- 1833–184800Daniel Heinrich Liebeskind
- 1848–186600Guido von Madai
- 1866–187900Leo Delsa (de)
- 1880–188100Friedrich Brütt (de)
- 1882–189000Grosse
- 1890–189400Hoffmann
- 1894–190400Behrnauer
- 1904–190700August Theodor Schmöle (de)
- 1907–000000Robert Lorenz (de)

### Élections
L'arrondissement de Kosten appartient à la 4e circonscription du district de Posen au Reichstag. La circonscription est remportée par les candidats de la faction polonaise à toutes les élections du Reichstag entre 1871 et 1912 :
- 187100Alfred von Zoltowski (de)
- 187400Joseph von Zoltowski (de)
- 187700Joseph von Zoltowski
- 187800Theophil Magdzinski
- 188100Marzel von Zoltowski (de)
- 188400Ludwig von Mycielski
- 188700Ludwig von Mycielski
- 188700Ludwig von Mycielski
- 189000Idzizlaw Czartoryski
- 189300Idzizlaw Czartoryski
- 189800Stephan Cegielski (de)
- 190300Witold von Skarzynski (de)
- 190700Witold von Skarzynski
- 191200Franciszek von Morawski

## Structure administrative
Les trois villes de Kosten, Czempin et Kriewen appartiennent à l'arrondissement de Kosten. Les 84 communes (à partir de 1908) et 51 districts de domaine sont initialement regroupés en (plus petits) districts de Woyt (polonais « wójt » = allemand « Vogt ») et plus tard en districts de police plus grands.

## Communes
Au début du XXe siècle, les communes suivantes appartiennent à l'arrondissement :
| - Alt Lubosch - Bieczyn - Bielewo - Biezyn - Bleichen - Bonikowo - Borowo - Cichowo - Czarkow - Czempin, ville - Dalewo - Darnowo - Donatowo - Drozdzyce - Gierlachowo - Gluchowo - Gorka - Goruszki - Gorzyce - Gorzyczki - Granowko - Groß Rogaczewo - Groß Srocko | - Gryzyn - Gurostwo - Ignacewo - Januszewo - Jarogniewice - Jasin - Jerka - Jurkowo - Katarzynowo - Kawczyn - Kielczewo - Kobelnik - Kokorzyn - Konojad - Konty-Maciejewo - Kopaszewo - Kosten, ville - Kriewen, ville - Krzan - Kurowo - Lagiewnik - Lagowo - Lubin | - Luszkowo - Maximilianowo - Mikoszki - Mohnsdorf - Mosciszki - Naclaw - Neu Borowko - Neu Dalabuszki - Neu Golembin - Neu Kurzagora - Neu Lubosch - Neu Oborzysk - Neu Tarnowo - Neuhof - Ossowo - Piechanin - Pietrowo - Piotrkowice - Ponin - Racot - Rombin - Seehofen - Sepienko | - Sierakowo - Sierniki - Slonin - Spitkowki - Stankowo - Stenzyca - Swiniec - Szczodrowo - Teklimysl - Turew - Wieszkowo - Witkowki - Wlawie - Wyrzeka - Wyskoc - Zadory - Zbenchy - Zelazno - Zgliniec - Ziemnice |

À quelques exceptions près, les noms de lieux polonais continuent à s'appliquer après 1815 et au début du XXe siècle, plusieurs toponymes sont germanisés.